# مرسدس-بنز او۳۰۲
مرسدس بنز او۳۰۲ یک اتوبوس سایز بزرگ بود که بین سالهای ۱۹۶۵ تا ۱۹۷۴ توسط مرسدس بنز تولید شد.

## تاریخچه
مرسدس بنز او۳۰۲ در ماه مه ۱۹۶۵ به عنوان جایگزینی برای او۳۰۱ به بازار عرضه شد. این اتوبوس توسط کارخانه مرسدس بنز در مانهایم تولید شده‌ بود. بدنه آن به باوهاوس طراحی شده‌است.
بیش از ۳۲۰۰۰ دستگاه او۳۰۲ در یک دوره یازده ساله ساخته شده‌اند، درنهایت او ۳۰۳ جایگزین این مدل شد.
این خودرو برای جام جهانی فوتبال ۱۹۷۴ در آلمان غربی، برای جابه جایی اعضای تیم استفاده شد.